# Morkullen
Morkullen är en sjö i Gagnefs kommun i Dalarna och ingår i Dalälvens huvudavrinningsområde.